# Geoscaptus
Geoscaptus is een geslacht van kevers uit de familie van de loopkevers (Carabidae). De wetenschappelijke naam van het geslacht is voor het eerst geldig gepubliceerd in 1855 door Chaudoir.

## Soorten
Het geslacht Geoscaptus omvat de volgende soorten:
- Geoscaptus cacus (Macleay, 1863)
- Geoscaptus crassus Sloane, 1895
- Geoscaptus laevissimus Chaudoir, 1855
- Geoscaptus macleayi Chaudoir, 1879
- Geoscaptus plicatulus (Castelnau, 1867)